# Ahmed Tijan
Ahmed Tijan, född 28 april 1995 i Banjul, Gambia, är en qatarisk beachvolleyspelare.
Tijan har spelat tillsammans med Cherif Younousse Samba under huvuddelen av sin karriär, undantaget är 2015-2017, då han 2015 spelade med Assam Ahmed och 2016-2017 med Júlio César Do Nascimento Júnior. Med Younousse vann han asiatiska spelen 2018. De tog brons vid OS 2020 (spelat 2021) och vann även FIVB Beach Volleyball World Tour samma år.
Under 2022 vann de asiatiska mästerskapet. Året efter vann de åter asiatiska spelen 2022 (som namnet till trots spelades 2023).